# Пшецлав (гмина)
Пшецлав (пол. Przecław) — городско-сельская гмина (волость) в Польше, входит как административная единица в Мелецкий повет, Подкарпатское воеводство. Население — 10 850 человек (на 2004 год).

## Демография
| Перепись                       | Всего   | Всего | Женщины | Женщины | Мужчины | Мужчины |
| ------------------------------ | ------- | ----- | ------- | ------- | ------- | ------- |
| Единицы                        | человек | %     | человек | %       | человек | %       |
| Население                      | 10 850  | 100   | 5469    | 50,4    | 5381    | 49,6    |
| Плотность населения (чел./км²) | 80,8    | 80,8  | 40,7    | 40,7    | 40,1    | 40,1    |

## Сельские округа
1. Бялы-Бур
2. Блоне
3. Добрынин
4. Келкув
5. Лончки-Бжеске
6. Подоле
7. Пшецлав
8. Жемень
9. Тушима
10. Вылюв
11. Заборче

## Соседние гмины
1. Гмина Дембица
2. Гмина Мелец
3. Мелец
4. Гмина Нивиска
5. Гмина Острув
6. Гмина Радомысль-Вельки
7. Гмина Жыракув